# Hauptenia bandarbanensis
Hauptenia bandarbanensis (лат.) — вид цикадовых рода Hauptenia из семейства Derbidae (Fulgoromorpha).

## Распространение
Вид встречается в Юго-Восточной Азии: Бангладеш.

## Описание
Мелкие цикадовые полужесткокрылые насекомые (около 5 мм). Общий цвет желтовато-коричневый. Переднее крыло светло-коричневое, заднее — бледно-коричневое. Переднее крыло длиннее самой широкой части ~ 3: 1, RA с двумя терминалями, MP с четырьмя секторами. Заднее крыло с CuA с тремя терминалями. Гоностили с апикальным краем косо усечённым, дорсокаудальный угол не образован; каждая внутренняя нижняя поверхность с крючком субапикально. Эндосома эдеагуса с шестью отростками и тремя долями из четырех, превращенными в отростки.  Голова с глазами заметно более узкая, чем переднеспинка; вертекс трапециевидный, в основании немного шире, чем на вершине, слегка выступает перед глазами. Лоб без срединного киля. Антенны короткие, субантеннальный отросток хорошо развит. Переднее крыло длиннее самой широкой части (примерно в три раза), RA с одной или двумя вершинами.